# Pseudospeonomus raholai
Pseudospeonomus raholai es una especie de coleóptero. Es la única especie del género Pseudospeonomus, en la familia Leiodidae. Fue descrito por Zariquiey en 1922.

## Distribución
Se encuentra en España.